# Meccano
|  | No s'ha de confondre amb el grup de música pop Mecano. |

Meccano  és un joc de modelisme fet amb femelles, perns i plaques metàl·liques foradades per subjectar a altres peces mitjançant cargols i completat amb motors elèctrics, rodes i politges. Permet construir models mecànics funcionals.
Va ser creat per Frank Hornby (1863-1936) a Liverpool al Regne Unit el 1898. El sistema va ser patentat i comercialitzat el 1901 amb el nom Mechanics Made Easy (Mecànica feta fàcil) i el 1907 va parèixer la marca Meccano. Encara que hi va haver antecedents de jocs similars, va ser el primer joc de construcció àmpliament difós. Després del seu èxit van sorgir diversos jocs similars. Hornby va crear una primera fàbrica a Liverpool. Ja el 1912 va seguir una filial a França sota la direcció de Roland, fill de Frank Hornby, a Berlín i el 1913 als Estats Units. El 1979, la fàbrica de Liverpool va tancar i tota la producció es va transferir a França i Xina. La fi del segle xx va ser tumultuosa, i el 1990 la societat francesa va declarar la suspensió de pagaments. Van seguir una sèrie de restructuracions i el 2000 el grup japonès Nikko va comprar la societat. El 2006 la fàbrica a Calais va ser modernitzada i automatitzada. Continua canviant de propietari fins que el novembre del 2013, la societat canadenca Spin Master va adquirir la marca i la fàbrica.
A Barcelona l'empresa Palouzíe va aconseguir-ne la representació per a la península Ibèrica el 1919. Juntament amb Novedades Poch, el fabricà a Barcelona a partir de la dècada del 1930. Encara que la fabricació i distribució van ser erràtiques, ja que va coincidir amb la Guerra Civil Espanyola, en la dècada dels anys 1960-70 aquesta empresa va tornar a fabricar la seva còpia de Meccano. El 1970 va irrompre Exin que va començar a fabricar Meccano sota llicència també a Barcelona.
Meccano té aplicacions en el món educatiu, per la didàctica que implica la construcció de models funcionals que permet als joves comprendre els conceptes bàsics de la mecànica. Però a part d'això causa de la seva longevitat i al seu baix preu, al món adult pot servir per a la construcció de prototips de ràdio control i robòtica, degut a la rapidesa de muntatge i la robustesa superior a altres jocs de construcció com ara Lego o K'nex.
El Museu del Joguet de Catalunya a Figueres té una sala dedicada a Meccano, al qual una Torre Eiffel de Meccano és una peça mestre.

## Meccano Home

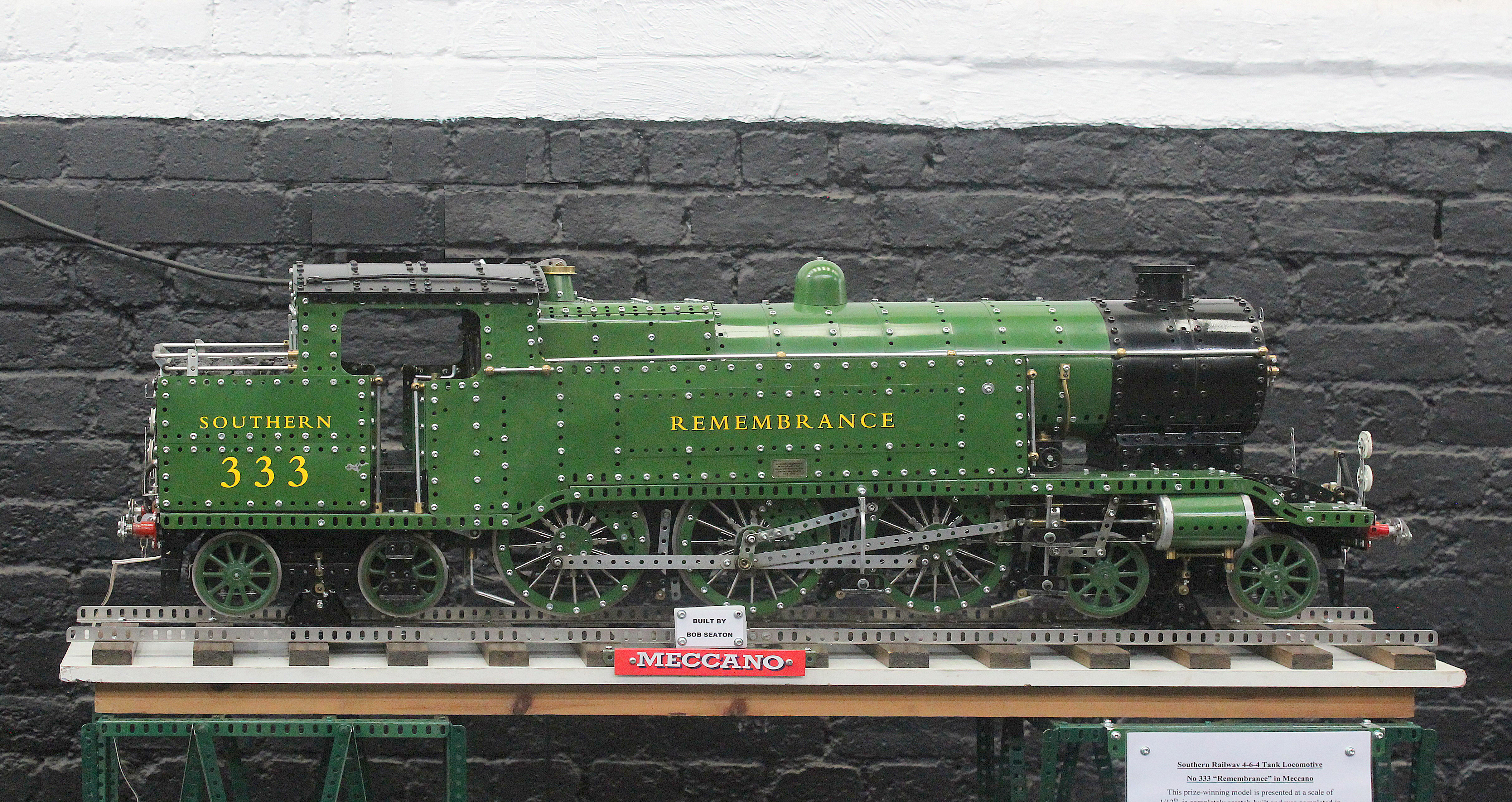
Model d'una locomotora construïda a partir de Meccano].

El 2014 els dissenyadors francesos Cécile Makowski i Thomas Hourdain van desenvolupar una col·lecció de mobles batejada «Meccano Home» inspirada en el joc de construcció, ara amb una mida catorze vegades més gran. Tal com el joc, són modulables i evolutius.

## Jocs similars
- Erector (Estats Units d'Amèrica)
- Exacto (Argentina)
- Metaling (Barcelona)
- Merkur (Txecoslovaquia), va existir una fàbrica que produïa un joc molt similar amb la marca Després de la caiguda del sistema comunista l'empresa va caure en fallida, la marca Merkur va ser comprada pels treballadors, i posteriorment per Jaromír Kříž, fins que va desaparèixer.[16]

Les variants europees no són totalment compatibles perquè es van basen en el sistema mètric decimal. Les distàncies entre forats per als cargols eren de 10 mm, no de mitja polzada (12,7 mm) com en el Meccano original.